# Лойбен-Шлайниц
Лойбен-Шлайниц (нем. Leuben-Schleinitz) — бывшая коммуна в немецкой федеральной земле Саксония. С 2014 года входит в состав города Носсен.
Община подчинялась земельной дирекции Дрезден и входила в состав района Мейсен. Подчинялась управлению Кетцербахталь.  Население составляло 1411 человек (на 31 декабря 2010 года). Занимала площадь 26,71 км². Официальный код  —  14 2 80 190.
Коммуна подразделялась на 15 сельских округов: Бадерзен, Добшюц, Ойлиц, Граупциг, Лойбен, Лоссен, Мертиц, Меттельвиц, Перба, Пратершюц, Прёда, Раслиц, Шлайниц, Ваниц, Вауден.
Была образована 1 января 1993 года объединением населённых пунктов Лойбен и Шлайниц. 6 ноября 2013 года управление Кетцербахталь объявило о самороспуске, и к 1 января 2014 года община присоединилась к городу Носсен.

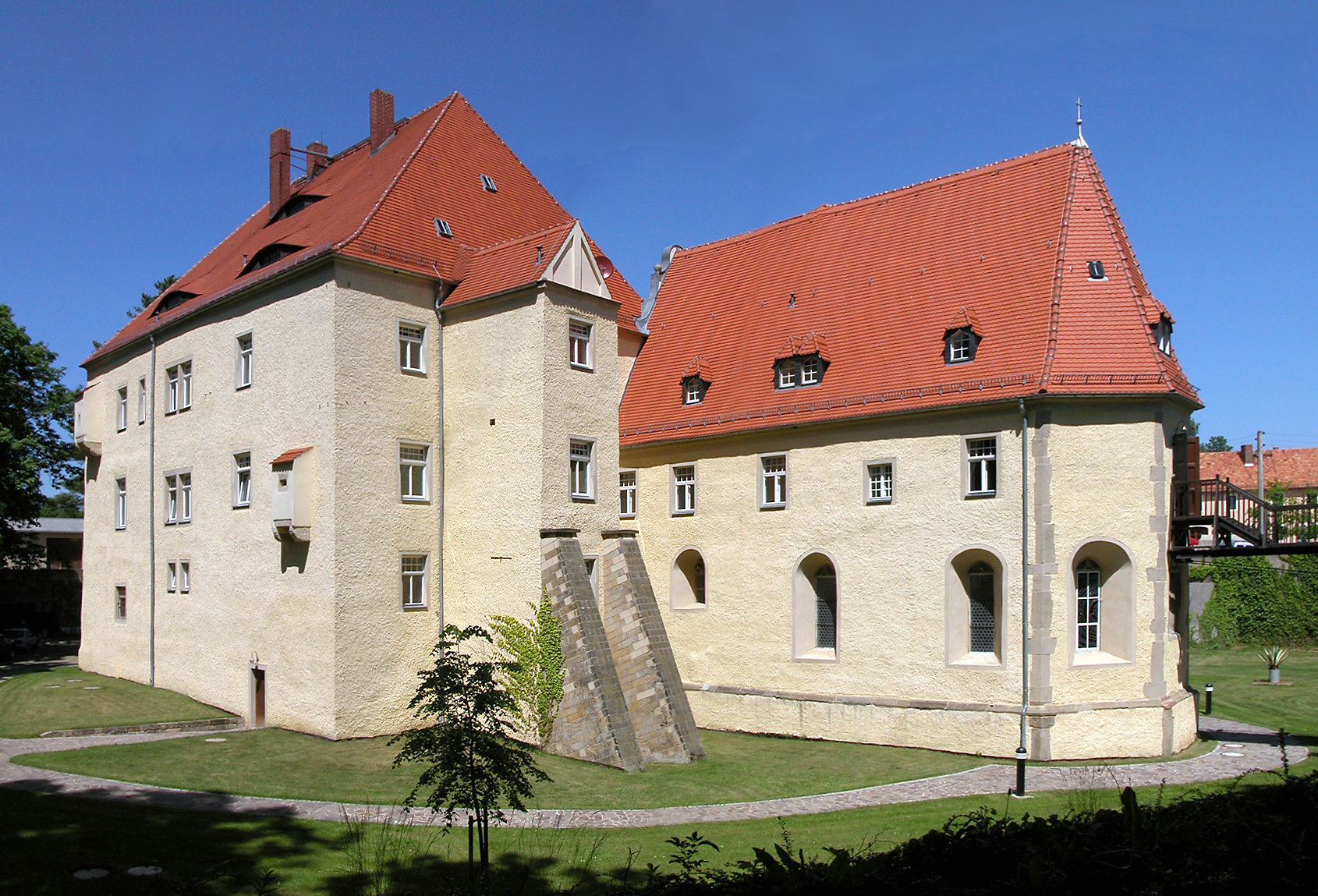
Замок Шлайниц